# Knorr-Bremse
Pour les articles homonymes, voir Knorr et Bremse.

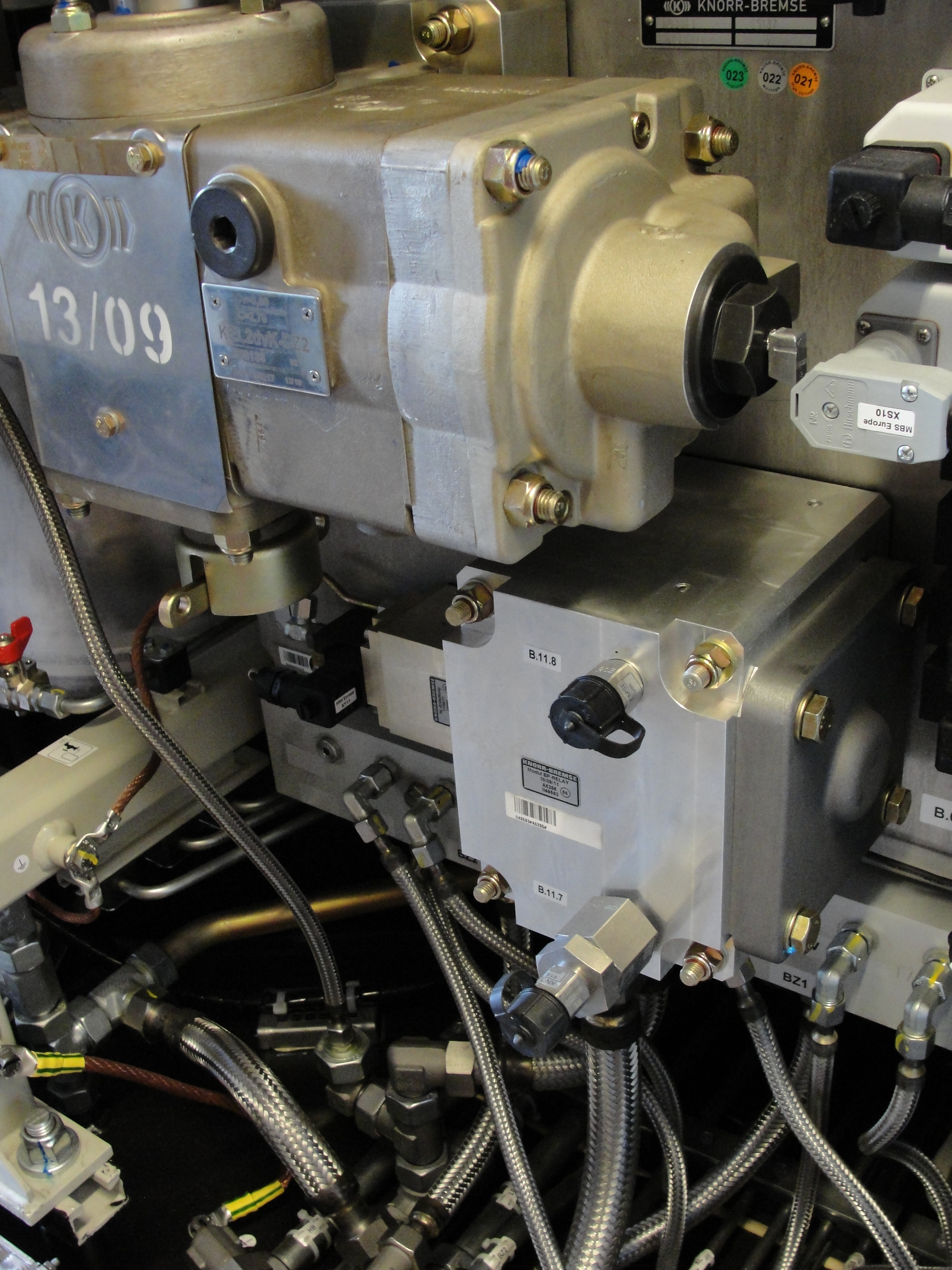
Application parmi d'autres.

Knorr-Bremse AG est une entreprise allemande, un des leaders mondiaux des systèmes de frein à air comprimé pour véhicules routiers lourds et ferroviaires. Le siège social est à Munich (Bavière), avec des représentations dans le monde entier.
Au cours de sa longue histoire (plus d'un siècle depuis les débuts à Berlin, en 1905), Knorr a absorbé de nombreux concurrents. Parmi les plus célèbres, l'équipementier américain Bendix (en), bien connu des automobilistes pour ses kits complets (étriers, plaquettes, disques...) et systèmes ABS.
Ce qui ne l'a pas empêché de connaître, à l'instar de nombreux acteurs du secteur, des turbulences au cours de la période récente, fin des années 2000.
Son principal concurrent mondial est la société Faiveley Transport.

## Historique
(mars 2016).
1905
-  Fondation de la société à Berlin par Georg Knorr
1923-1939
- La société devient le plus grand fabricant de freins pour véhicules sur rail en Europe (développement du frein pneumatique)
1939-1945
- Brevet du premier frein pneumatique pour véhicules utilitaires
- Le système de frein Hildebrand-Knorr devient le frein standard dans 17 pays
1945-1953
- Reprise du développement et de la production des blocs frein en Allemagne de l’Ouest
- Munich est le nouveau siège de la société
1960-1980
-  Entrée sur le marché des États-Unis pour les véhicules sur rail
1985-1990
- Reprise du Groupe par Heinz-Hermann Thiele
- Restructuration et concentration autour de la technique de freinage pour les véhicules sur rail et utilitaires
- Séparation de la structure économique et juridique et création de deux divisions
1990-2000
-  Création d’un groupe international
- Début de la production en grande série des freins à disque
2000-2010
- Développement sous la forme d’une société mondiale leader dans le domaine de la technologie de freinage (Europe, Chine, Russie, USA)